# Jean-Paul Parisé
Pour les articles homonymes, voir Parisé.
Jean-Paul Parisé (né le 11 décembre 1941 à Smooth Rock Falls au Canada — mort le 7 janvier 2015 à Prior Lake aux États-Unis) est un joueur professionnel de hockey sur glace.
Il est le père de Jordan et Zach Parisé, tous deux joueurs professionnels.

## Biographie

### Carrière en club
Jean-Paul Parisé joue sa première saison en ligue junior en 1961 avec les Flyers de Niagara Falls de l'Association de hockey de l'Ontario, aujourd'hui Ligue de hockey de l'Ontario et fait ses débuts dans la Ligue nationale de hockey en 1965 avec les Bruins de Boston. Il ne parvient pas à se faire une place dans l'équipe, ni dans celle des Maple Leafs de Toronto, mais a sa chance lors de l'expansion en 1967 de la LNH. Il signe alors avec la nouvelle franchise des North Stars du Minnesota.
Parisé va jouer la majeure partie de sa carrière avec les North Stars. Il quitte tout de même la franchise pour rejoindre les Islanders de New York en 1975 avec qui il passe près de trois saisons. Il rejoint les Barons de Cleveland en 1977 mais n'y joue qu'une saison, l'équipe étant fusionnée avant le début de la saison suivante avec les North Stars. Il met tout de même fin à sa carrière à la fin de la saison.

### Carrière d'entraîneur
Jean-Paul Parisé devient par la suite entraîneur adjoint de sa franchise de toujours les North Stars. À partir de 1980, il assiste donc Glen Sonmor, Murray Oliver, Bill Mahoney, Lorne Henning et enfin Herb Brooks en 1987-1988. Au cours de la saison 1983-1984, il est l'entraîneur de l'équipe des Golden Eagles de Salt Lake de la Ligue centrale de hockey.

## Vie privée
Jean-Paul Parisé est le père de Jordan et Zach Parisé. Il survit à un cancer de la prostate. Il meurt le 7 janvier 2015 à Prior Lake près de Minneapolis, des suites d'un cancer du poumon diagnostiqué l'année précédente.

## Statistiques
Pour les significations des abréviations, voir Statistiques du hockey sur glace.
| Saison     | Équipe                   | Ligue      |     | Saison régulière | Saison régulière | Saison régulière | Saison régulière | Saison régulière |    | Séries éliminatoires | Séries éliminatoires | Séries éliminatoires | Séries éliminatoires | Séries éliminatoires |
| Saison     | Équipe                   | Ligue      | PJ  | B                | A                | Pts              | Pun              | PJ               | B  | A                    | Pts                  | Pun                  |                      |                      |
| 1961-1962  | Flyers de Niagara Falls  | AHO        | 38  | 8                | 20               | 28               | 0                | -                | -  | -                    | -                    | -                    |                      |                      |
| 1961-1962  | Frontenacs de Kingston   | EPHL       | 1   | 0                | 0                | 0                | 0                | -                | -  | -                    | -                    | -                    |                      |                      |
| 1962-1963  | Frontenacs de Kingston   | EPHL       | 64  | 11               | 17               | 28               | 64               | 5                | 0  | 0                    | 0                    | 6                    |                      |                      |
| 1963-1964  | Bruins de Minneapolis    | CPHL       | 72  | 27               | 36               | 63               | 77               | 5                | 1  | 2                    | 3                    | 10                   |                      |                      |
| 1964-1965  | Bruins de Minneapolis    | CPHL       | 70  | 17               | 56               | 73               | 106              | 5                | 5  | 1                    | 6                    | 0                    |                      |                      |
| 1965-1966  | Bruins de Boston         | LNH        | 3   | 0                | 0                | 0                | 0                | -                | -  | -                    | -                    | -                    |                      |                      |
| 1965-1966  | Blazers d'Oklahoma City  | CPHL       | 69  | 19               | 30               | 49               | 137              | 7                | 6  | 3                    | 9                    | 2                    |                      |                      |
| 1966-1967  | Bruins de Boston         | LNH        | 18  | 2                | 2                | 4                | 10               | -                | -  | -                    | -                    | -                    |                      |                      |
| 1966-1967  | Blazers d'Oklahoma City  | CPHL       | 42  | 11               | 22               | 33               | 98               | 11               | 1  | 9                    | 10                   | 32                   |                      |                      |
| 1967-1968  | Maple Leafs de Toronto   | LNH        | 1   | 0                | 1                | 1                | 0                | -                | -  | -                    | -                    | -                    |                      |                      |
| 1967-1968  | Americans de Rochester   | LAH        | 30  | 10               | 18               | 28               | 37               | -                | -  | -                    | -                    | -                    |                      |                      |
| 1967-1968  | North Stars du Minnesota | LNH        | 43  | 11               | 16               | 27               | 27               | 14               | 2  | 5                    | 7                    | 10                   |                      |                      |
| 1968-1969  | North Stars du Minnesota | LNH        | 76  | 22               | 27               | 49               | 57               | -                | -  | -                    | -                    | -                    |                      |                      |
| 1969-1970  | North Stars du Minnesota | LNH        | 74  | 24               | 48               | 72               | 72               | 6                | 3  | 2                    | 5                    | 2                    |                      |                      |
| 1970-1971  | North Stars du Minnesota | LNH        | 73  | 11               | 23               | 34               | 60               | 12               | 3  | 3                    | 6                    | 22                   |                      |                      |
| 1971-1972  | North Stars du Minnesota | LNH        | 71  | 19               | 18               | 37               | 70               | 7                | 3  | 3                    | 6                    | 6                    |                      |                      |
| 1972-1973  | North Stars du Minnesota | LNH        | 78  | 27               | 48               | 75               | 96               | 6                | 0  | 0                    | 0                    | 9                    |                      |                      |
| 1973-1974  | North Stars du Minnesota | LNH        | 78  | 18               | 37               | 55               | 42               | -                | -  | -                    | -                    | -                    |                      |                      |
| 1974-1975  | North Stars du Minnesota | LNH        | 38  | 9                | 16               | 25               | 40               | -                | -  | -                    | -                    | -                    |                      |                      |
| 1974-1975  | Islanders de New York    | LNH        | 41  | 14               | 16               | 30               | 22               | 17               | 8  | 8                    | 16                   | 22                   |                      |                      |
| 1975-1976  | Islanders de New York    | LNH        | 80  | 22               | 35               | 57               | 80               | 13               | 4  | 6                    | 10                   | 10                   |                      |                      |
| 1976-1977  | Islanders de New York    | LNH        | 80  | 25               | 31               | 56               | 46               | 11               | 4  | 4                    | 8                    | 6                    |                      |                      |
| 1977-1978  | Islanders de New York    | LNH        | 39  | 12               | 16               | 28               | 12               | -                | -  | -                    | -                    | -                    |                      |                      |
| 1977-1978  | Barons de Cleveland      | LNH        | 40  | 9                | 13               | 22               | 27               | -                | -  | -                    | -                    | -                    |                      |                      |
| 1978-1979  | North Stars du Minnesota | LNH        | 57  | 13               | 9                | 22               | 45               | -                | -  | -                    | -                    | -                    |                      |                      |
| Totaux LNH | Totaux LNH               | Totaux LNH | 890 | 238              | 356              | 594              | 706              | 86               | 27 | 31                   | 58                   | 87                   |                      |                      |

### Équipes d'étoiles et Trophées
- 1966 : nommé dans la 2e équipe d'étoiles de la CPHL.
- 1970 et 1973 : joue le Match des étoiles de la LNH.
- 1972 : nommé au sein d'Équipe Canada lors de la série du siècle contre l'Union soviétique.

### Transaction en carrière
- 6 juin 1967 : sélectionné par les Seals d'Oakland des Bruins de Boston au Repêchage d'expansion de la LNH 1967.
- 12 octobre 1967 : échangé aux Maple Leafs de Toronto par les Seals d'Oakland avec Bryan Hextall Jr. pour Gerry Ehman.
- 23 décembre 1967 : échangé aux North Stars du Minnesota par les Maple Leafs de Toronto avec Milan Marcetta pour Murray Hall, Duke Harris, Don Johns, Len Lunde, Ted Taylor et Carl Wetzel.
- 5 janvier 1975 : échangé aux Islanders de New York par les North Stars du Minnesota pour Ernie Hicke et Doug Romborough.
- 10 janvier 1978 : échangé aux Barons de Cleveland par les Islanders de New York avec Jean Potvin pour Wayne Merrick, Darcy Regier et le choix de 4e ronde de Cleveland (choix par la suite annulé) au Repêchage amateur de la LNH 1978.